# Municipio Sabaya
Das Municipio Sabaya ist ein Verwaltungsbezirk im Departamento Oruro im Hochland des südamerikanischen Anden-Staates Bolivien.

## Lage im Nahraum
Das Municipio Sabaya ist eines von drei Municipios in der Provinz Sabaya. Es grenzt im Norden an die Provinz Sajama, im Westen an die Republik Chile und die Provinz Puerto de Mejillones, im Süden an das Municipio Coipasa, im Südosten an das Municipio Chipaya und im Osten an die Provinz Litoral.
Der zentrale Ort des Municipios ist Sabaya mit 486 Einwohnern (2012) im östlichen Teil des Municipios.

## Geographie
Das Klima in der Region ist semiarid, der Jahresniederschlag liegt bei nur 200 mm (siehe Klimadiagramm Sabaya). Von April bis November herrscht Trockenzeit mit Monatswerten von weniger als 10 mm Niederschlag, die Feuchtezeit im Sommer ist kurz und der Regen wenig ergiebig. Die Jahresdurchschnittstemperatur liegt bei knapp 7 °C ohne wesentliche Schwankungen im Jahresverlauf, aber mit starken Tagesschwankungen der Temperatur und häufigem Frostwechsel.
Die Vegetation in der Region entspricht der semiariden Puna. Sie ist baumlos und setzt sich vor allem aus Dornsträuchern, Gräsern, Sukkulenten und Polsterpflanzen zusammen. Sie wird wirtschaftlich als Lama-, Alpaka- und Schafweide genutzt.

## Bevölkerung
Die Einwohnerzahl ist zwischen 1992 und 2024 auf mehr als das Siebenfache angestiegen:
| Jahr | Einwohner | Quelle       |
| ---- | --------- | ------------ |
| 1992 | 2.074     | Volkszählung |
| 2001 | 4.684     | Volkszählung |
| 2012 | 8.018     | Volkszählung |
| 2024 | 15.387    | Volkszählung |

Die Bevölkerungsdichte des Municipios bei der Volkszählung 2012 betrug 2,2 Einwohner/km², der Anteil der städtischen Bevölkerung ist 0 Prozent. Die Lebenserwartung der Neugeborenen lag im Jahr 2001 bei 54,9 Jahren.
Der Alphabetisierungsgrad bei den über 19-Jährigen beträgt 94 Prozent, und zwar 98 Prozent bei Männern und 89 Prozent bei Frauen (2001).

## Politik
Ergebnis der Regionalwahlen (concejales del municipio) vom 4. April 2010:
| Wahl- berechtigte |  | Wahl- beteiligung | gültige Stimmen |  | MAS-IPSP | MSM    |
| ----------------- |  | ----------------- | --------------- |  | -------- | ------ |
| 3.080             |  | 2.659             | 2.191           |  | 1.368    | 823    |
|                   |  | 86,3 %            | 82,4 %          |  | 62,4 %   | 37,6 % |

Ergebnis der Regionalwahlen (elecciones de autoridades políticas) vom 7. März 2021:
| Wahl- berechtigte |  | Wahl- beteiligung | gültige Stimmen |  | PP      | MAS-IPSP | BST    | UN SOL PARA ORURO | C-A    | UNICO  |
| ----------------- |  | ----------------- | --------------- |  | ------- | -------- | ------ | ----------------- | ------ | ------ |
| 3.959             |  | 3.496             | 3.233           |  | 1.481   | 1.248    | 206    | 83                | 57     | 51     |
|                   |  | 88,31 %           | 92,48 %         |  | 45,81 % | 38,60 %  | 6,37 % | 2,57 %            | 1,76 % | 1,58 % |

## Gliederung
Das Municipio unterteilt sich in die folgenden fünf Regionen:
- Sabaya – 1 Ortschaft – 573 Einwohner (2001)

- Ayllu Collana – 17 Ortschaften – 1414 Einwohner
  - Comunidad Julo – 7 Ortschaften – 356 Einwohner
  - Comunidad Sacabaya – 1 Ortschaft – 172 Einwohner
  - Comunidad Bella Vista – 5 Ortschaften – 204 Einwohner
  - Comunidad Queaquiani – 1 Ortschaften – 124 Einwohner
  - Comunidad Villarroel – 1 Ortschaft – 57 Einwohner
  - Comunidad Villa Tunari – 2 Ortschaften – 156 Einwohner

- Ayllu Canaza – 38 Ortschaften – 984 Einwohner
  - Comunidad Pacariza – 9 Ortschaften – 182 Einwohner
  - Comunidad Agua Rica – 1 Ortschaft – 115 Einwohner
  - Comunidad Cruz de Huayllas – 13 Ortschaften – 197 Einwohner
  - Comunidad Alaroco – 1 Ortschaft – 162 Einwohner
  - Comunidad Chulumani – 1 Ortschaft – 162 Einwohner
  - Comunidad Tunapa – 3 Ortschaften – 95 Einwohner
  - Comunidad Sillajuaya – 1 Ortschaft – 18 Einwohner
  - Comunidad Parajaya – 9 Ortschaften – 53 Einwohner

- Ayllu Zacari – 10 Ortschaften – 438 Einwohner
  - Comunidad Huanuni – 1 Ortschaft – 2 Einwohner
  - Comunidad España Vinto – 1 Ortschaft – 2 Einwohner
  - Comunidad Villa Rosario – 2 Ortschaften – 112 Einwohner
  - Comunidad Huancarani – 1 Ortschaft – 12 Einwohner
  - Comunidad Huancalle – 1 Ortschaft – 13 Einwohner
  - Comunidad Pitacollo – 1 Ortschaft – 203 Einwohner
  - Comunidad Cahuna – 3 Ortschaften – 93 Einwohner

- Ayllu Comujo – 11 Ortschaften – 1275 Einwohner
  - Comunidad Villa Vitalina – 6 Ortschaften – 257 Einwohner
  - Comunidad Pagador – 1 Ortschaft – 134 Einwohner
  - Comunidad Pisiga Bolívar – 1 Ortschaft – 718 Einwohner
  - Comunidad Pisiga Sucre – 1 Ortschaft – 104 Einwohner
  - Comunidad Concepción de Comujo – 1 Ortschaft – 31 Einwohner
  - Comunidad Casinquira – 1 Ortschaft – 31 Einwohner

## Ortschaften im Municipio Sabaya
- Kanton Sabaya
  - Sabaya 486 Einw.

- Ayllu Collana
  - Julo 748 Einw. – Sacabaya 216 Einw.

- Ayllu Conaza
  - Negrillos 151 Einw. – Tunapa 131 Einw. – Parajaya 25 Einw.

- Ayllu Zacari
  - Villa Rosario 258 Einw. – Cahuana 173 Einw.

- Ayllu Comujo
  - Villa Vitalina 453 Einw. – Pisiga Bolívar 298 Einw. – Pagador 284 Einw. – Pisiga Sucre 187 Einw. – Comujo 184 Einw.